# POD: Planet of Death
 (juin 2015).
Si vous disposez d'ouvrages ou d'articles de référence ou si vous connaissez des sites web de qualité traitant du thème abordé ici, merci de compléter l'article en donnant les références utiles à sa vérifiabilité et en les liant à la section « Notes et références ».
Pour les articles homonymes, voir Pod.
POD: Planet of Death est un jeu vidéo de course de voitures développé par Ubisoft sous la direction de Fabrice Valay et sorti sur PC en 1997.
POD a été le premier jeu de course de voiture multijoueurs en temps réel sur Internet. Dès 1997 il permettait à des joueurs de s'affronter en temps réel à distance ce qui pour l'époque était révolutionnaire et a été un des tout premier jeux permettant à ses utilisateurs de créer leur propre contenu en créant des pistes et des véhicules. Il a aussi été le premier jeu à démontrer l'apport des premières cartes accélératrices 3D lors du CES de Las Vegas en 1996. 
La version allemande, pour des raisons marketing, fait référence à l'acronyme Planet of Death mais ce n'était pas le sens initial du titre. POD fait référence en fait aux initiales des 3 premiers développeurs engagés sur ce projet par Fabrice Valay (Philippe, Olivier, Daniel). Pour apporter plus de crédibilité à ce nom de code initial qui deviendra le nom final, on justifia que POD signifait haricot en anglais et qu'il y avait donc un sens vis-à-vis du virus végétal qui détruit la planète IO.
Le jeu est disponible depuis le 6 octobre 2011 sur la plate-forme GOG en étant compatible avec les récentes versions de Windows.

## Trame
Dans un futur lointain…
Des humains s’installèrent sur une planète appelée Io. Elle se révéla très hospitalière et riche en matières précieuses. Quantités de personnes vinrent dans ce nouveau monde pour trouver l’eldorado. Rapidement, de grandes cités furent construites, qui n’avaient rien a envier à leurs cousines de la Terre. On y côtoyait gratte-ciels, centres commerciaux, périphériques, zones industrielles… Les gens qui y vivaient étaient relativement heureux, jusqu’au jour où une machine, utilisée pour percer la roche au sein d’une mine a ciel ouvert, creusa trop profondément. Elle entra en contact avec une sorte de matière visqueuse verdâtre, corrosive et vivante, que les journalistes appelèrent POD, ce qui signifiait « Planet Of Death »
Cette appellation de « Planète de la mort », n’avait rien d’exagéré : dès sa découverte et le réveil de cette substance, on se rendit vite compte que la planète était condamnée, et qu’il fallait fuir, le plus vite possible.
Le POD ravage actuellement la planète Io en rongeant tout : bâtiments, machines, hommes, jusqu’au cœur de la planète elle-même. Même les vaisseaux d’évacuation d’urgence de la civilisation « ionienne » sont touchés. Les survivants organisent alors des courses de voitures afin de déterminer qui pourra quitter la planète à bord du dernier vaisseau…
Peu de circuits avaient été construits avant l’apparition de POD. En conséquence, le championnat de la survie se déroule sur des pistes aménagées à la hâte, comme on pouvait, dans un environnement partiellement détruit. Des échangeurs routiers, des parkings, de vastes zones industrielles ou commerciales, autrefois remplis de véhicules, de personnes et d’activités diverses ont ainsi été détournés de leur fonction d’origine. Dans certains cas, il a même fallu organiser des courses dans des zones vierges de Io, sans aucune colonisation humaine.
Il ne reste aujourd’hui qu’une poignée de coureurs dans ce paradis devenu enfer. La seule chance qui s’offre à eux est de gagner le vaisseau spatial monoplace. Que le meilleur gagne !

## Système de jeu
Le jeu Pod d’origine proposait plus de 32 circuits différents, et 16 voitures. Il était possible de télécharger d'autres circuits et 16 voitures ce qui décuplait la durée de vie du jeu et donna la suite nommée PoD Gold.
Pod était un jeu vidéo de course très complet : il proposait de nombreux modes de jeu, aussi bien en solo qu'en multijoueur temps réel sur Internet pour la première fois au monde. On pouvait ainsi faire des championnats aléatoires, jouer en mode contre la montre, avec ou sans voiture fantôme, etc. Il avait une grande précision dans la mesure des temps de parcours : chaque circuit était divisé en secteurs, le jeu comptait la différence que l’on faisait avec le fantôme… On peut dire que Pod a posé certaines des bases de nos jeux de courses actuels.
Trois niveaux de difficulté sont prévus. Les modes faciles et normaux, s’ils constituent un bon moyen de s’entraîner, n’offrent pas de vrai défi à l’habitué des jeux de course. Le mode difficile est donc préférable : il rend, en général, le jeu plus palpitant (les voitures vont plus vite et l’ordinateur est plus agressif).

## Développement

### Histoire
Pour se lancer dans la réalisation de ce jeu, les concepteurs avaient décortiqué, analysé plus de soixante-quinze jeux de voitures sur plus de onze formats différents. De Vroom à Ridge Racer Revolution, en passant par Mario Kart, F-Zero, Formula One Grand Prix, Stunt Car, Motor Toon, Virtua Racing, etc. Ils avaient tout essayé pendant des heures, pour finir par établir des tableaux analytiques traitant des éléments constitutifs d'un bon jeu de voitures (circuits, vue, options, difficulté, sensations, pilotage).
Lancé en février 1997, le jeu connut un succès considérable et se vendit à plus de 4,5 millions d’exemplaires (ce chiffre comprend les versions bundle livrées avec les cartes graphiques et les processeurs MMX ainsi que la version gold comprenant tous les add-ons). Une grande réussite pour Ubisoft à classer au côté de Rayman et qui permit à l’éditeur français de s’affirmer comme un des grands acteurs du secteur.

### Caractéristiques techniques
Pod fut le premier jeu à utiliser l'accélération matérielle MMX développée par Intel sur ses processeurs Pentium MMX. Mais, et surtout, il fut aussi l'un des précurseurs utilisant les toutes nouvelles cartes d'accélération 3D et notamment la fameuse 3Dfx. L'utilisation de ces technologies permit à Ubisoft de proposer un jeu d'une très grande beauté et d'une très grande souplesse (animation à 60 images par seconde avec 16 millions de couleurs) qui contribuèrent à donner une jouabilité quasi parfaite, une fluidité de l'affichage et une grande rapidité de mouvement à l'écran qui étaient très impressionnantes pour l'époque.

## Postérité
Le jeu a connu une suite, POD 2, sortie sur Dreamcast en 2000.
Selon Yves Guillemot, George Lucas, ayant adoré le jeu, aurait demandé à Ubisoft l'autorisation d'utiliser le terme « pod » dans  Star Wars pour la course de modules (pod race en anglais) de la Menace fantôme.[réf. nécessaire]